# Colin Harrison

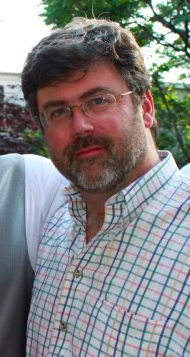
Colin Harrison (2012)

Colin Harrison (* 27. November 1960 in New York City) ist ein US-amerikanischer Schriftsteller und Verlagslektor.

## Leben
Harrison kam 1960 als Sohn eines Schuldirektors und einer Lehrerin sowie Schauspielerin zur Welt. Er besuchte das Haverford College und schloss 1982 mit dem Bachelor ab. 1986 erlangte er den Master of Fine Arts an der University of Iowa. Von 1989 bis 2001 war er Redakteur bei Harper’s Magazine. Ab 2001 war er Lektor beim Imprint Scribner des New Yorker Verlags Simon & Schuster. Gegenwärtig ist er Vizepräsident und Chefredakteur von Scribner. Er lebt mit seiner Frau, der Schriftstellerin Kathryn Harrison, und ihren drei Kindern in Park Slope, einem Stadtteil von Brooklyn, New York.
Harrison schreibt Thriller und Action-Romane, die zumeist in New York spielen. Typischerweise geraten seine männlichen Protagonisten in moralische Dilemmata, welche sich um Vorstandsetagen von Unternehmen und häusliche Probleme drehen und dazu führen, dass sie sie den Boden unter den Füßen verlieren. Harrisons siebter Roman, The Finder (Im Schlund des Drachen, 2008) war für den Dashiell Hammett Prize nominiert. Sein Roman Manhattan, nachts wurde 2016 als Manhattan Nocturne – Tödliches Spiel verfilmt.

## Romane
- 1990 Break and Enter
  - Im Netz der Gewalt, dt. von Eva Malsch; Bergisch Gladbach: Lübbe 1992. ISBN 3-404-11813-8
- 1993 Bodies Electric
  - Schachmatt gesetzt, dt. von Christine Neumeier; Bergisch Gladbach: Lübbe 1995. ISBN 3-404-12301-8
- 1996 Manhattan Nocturne
  - Manhattan, nachts, dt. von Regina Hilbertz und Barbara Wolter; München: Lichtenberg 1997; ISBN 3-7852-8104-8
- 2000 Afterburn
  - Afterburn, dt. von Reinhard Tiffert; München: Lichtenberg 2000; ISBN 3-7852-8116-1
  - auch als: Alles hat seinen Preis, gleiche Übersetzung; München: Droemer Knaur 2003. ISBN 3-426-62270-X
  - auch als: Afterburn – Tödliche Verstrickung, gleiche Übersetzung; München: Droemer Knaur 2009. ISBN 3-426-50088-4
- 2004 The Havana Room
  - Havana Room, dt. von Sepp Leeb; Hamburg: Hoffmann und Campe 2005. ISBN 3-455-02690-7
  - auch als: Der Anwalt, gleiche Übersetzung; München: Heyne 2006. ISBN 3-453-59021-X
  - auch als: Toter Mond, gleiche Übersetzung; Hamburg: Hoffmann und Campe 2015. ISBN 978-3-455-65012-9
- 2008 The Finder
  - Im Schlund des Drachen, dt. von Anke und Eberhard Kreutzer; München: Droemer 2009. ISBN 978-3-426-19867-4
  - auch als: Der Moloch, gleiche Übersetzung, München: Knaur 2011. ISBN 978-3-426-50297-6
- 2009 Risk